# Janusz Bolonek
Janusz Bolonek (* 6. Dezember 1938 in Huta Dłutowska; † 2. März 2016) war ein polnischer Geistlicher, Erzbischof und Diplomat des Heiligen Stuhls. 

## Leben
Der Weihbischof in Łódź, Jan-Wawrzyniec Kulik, weihte ihn am 17. Dezember 1961 zum Priester.
Papst Johannes Paul II. ernannte ihn am 25. September 1989 zum Apostolischen Pro-Nuntius in der Elfenbeinküste und Titularerzbischof pro hac vice von Madaurus. Der Papst persönlich spendete ihm am 20. Oktober 1989 im Petersdom die Bischofsweihe; Mitkonsekratoren waren Edward Idris Cassidy, Substitut des Staatssekretariates, und Francesco Colasuonno, Apostolischer Nuntius in Polen. Als Wahlspruch wählte er Uni Trinque Deo. 
Am 18. November 1989 wurde er zusätzlich zum Apostolischen Pro-Nuntius in Niger und Burkina Faso ernannt. Am 23. Januar 1995 wurde er zum Apostolischen Nuntius in Rumänien ernannt. Am 11. November 1999 wurde er zum Apostolischen Nuntius in Uruguay ernannt. Am 24. Mai 2008 wurde er zum Apostolischen Nuntius in Bulgarien ernannt. Am 4. Mai 2011 wurde er zusätzlich zum Apostolischen Nuntius in Mazedonien ernannt.
Für herausragende Verdienste um die Entwicklung der Zusammenarbeit zwischen der Republik Polen und dem Heiligen Stuhl, für die Förderung der polnischen Gemeinschaft und die Förderung der polnischen Kultur wurde er 2012 von dem polnischen Staatspräsidenten Bronisław Komorowski mit dem Verdienstorden der Republik Polen (Offizierskreuz) ausgezeichnet. Er wurde zudem mit weiteren Auszeichnungen geehrt, wie dem Ordre de Miguel Larreynaga (Nicaragua), Médaille Salvo D'Acquisto der Fondazione Alleanza Mondiale, Ordre national de la République de Côte d'Ivoire (Ritter) und weitere.
2012 wurde nach einer Auswertung von Akten des von der kommunistischen Parteiführung kontrollierten Geheimdienstes SB bekannt, dass Bolonek unter dem Decknamen „Prorok“ (Prophet) als SB-Informant geführt wurde. Seine im Institut für Nationales Gedenken aufbewahrten Berichte aus dem Vatikan umfassen mehr als 600 Seiten. Bolonek bestritt allerdings, für den SB tätig geworden zu sein.